# Stephanie Waeber
Stephanie Waeber (* 8. Dezember 2000 in Freiburg im Üechtland) ist eine Schweizer Fussballspielerin. Sie spielt für den BSC Young Boys und gehört zum Kader der Schweizer Nationalmannschaft.

## Karriere

### Verein
Waeber begann im Alter von neun Jahren ihre Karriere bei den F-Junioren des FC Tafers. Nach einem Sichtungstraining wechselte sie in die U13 zum Team AFF, dem Kompetenzzentrum für die Nachwuchsförderung und Ausbildung junger Fussballtalente im Kanton Freiburg. 2016 wechselte die 16-Jährige in die U19 der YB Frauen. 2017/18 gab sie ihr Debüt in der Women’s Super League. Seit 2018 gehört sie zum festen Kader der 1. Mannschaft bei YB. Waeber ist im zentralen Mittelfeld gesetzt, wurde aber auch schon im Sturm eingesetzt. Bei YB hat sie noch einen Vertrag bis 2026.

### Nationalmannschaft
Waeber spielte bereits in der U-16-, der U-17- und der U-19-Auswahl der Schweiz. Ende November 2024 wurde Waeber für die A-Nationalmannschaft aufgeboten. In den Spielen gegen Deutschland und England kam sie nicht zum Einsatz. Waeber hofft auf einen Platz im Schweizer Kader für die Fussball-Europameisterschaft der Frauen 2025.

## Erfolge
- Schweizer Meisterschaft: 2025

## Persönliches
Waeber stammt aus einer Fussballerfamilie, sowohl der Vater wie auch die Mutter spielten in einem Verein. Neben dem Fussball studiert Waeber Wirtschaft an der Universität Bern. Ihre Mutter ist gebürtige Peruanerin.